# الكتلة الوطنية التركمانية السورية
الكتلة الوطنية التركمانية السورية هو حزب سياسي في سوريا، ومقرها فيما بين الأقلية التركمانية. يوسف المنلا هو رئيس الحزب. تأسس الحزب في إسطنبول في فبراير 2012. و تم تقديم الدعم للمؤتمر التأسيسي التي كتبها مظلوم دير، وهي مؤسسة مرتبطة بحزب العدالة والتنمية التركي. بعد تأسيسها، انضم للحزب الوطني الحالي التغيير (ائتلاف من أحزاب المعارضة الصغيرة). شارك ممثلو الكتلة الوطنية التركمانية السورية في اجتماعات للجمعية التركمانية السورية. ويرتبط حزب الكتلة الوطنية التركمانية السورية أيضا مع القوات التركمانية من نور الدين زنكي، الظاهر بيبرس، الهوا بيلا، ياووز سلطان سليم، السلطان محمد الفاتح، ممدوح شولا، بن تميمة، كاتب المصطفى، فرسان التوحيد، الصقور التركمانية، وهي كلها تحت سيطرة «لواء جبل التركمان» بقيادة محمد عوض في محافظة اللاذقية.